# Bainbridge Colby
Bainbridge Colby (Saint Louis, 22 dicembre 1869 – Bemus Point, 11 aprile 1950) è stato un politico statunitense.

## Biografia
Fu il quarantatreesimo segretario di Stato degli Stati Uniti sotto il presidente degli Stati Uniti d'America Woodrow Wilson (28º presidente). Figlio di John Peck Colby e Frances (Bainbridge) Colby studiò al Williams College.
Partecipò alla candidatura come senatore degli Stati Uniti (in rappresentanza dello stato di New York)  ma venne sconfitto da James Wolcott Wadsworth Junior. Alla sua morte il corpo venne seppellito al Bemus Point Cemetery